# Michael Strixner
Michael Strixner (geboren am 12. Oktober 1938 in Rosenheim; gestorben im Januar 2013) war ein deutscher Schauspieler.

## Leben und Karriere
Michael Strixner, dessen Vater nur ein Jahr nach seiner Geburt bei einem Verkehrsunfall starb, wuchs unter Obhut seiner Mutter und seiner Tante am Stadtrand von Rosenheim auf. Nach Ausbildungen in Rosenheim als Radiomechaniker und später in München als Tontechniker arbeitete er von 1965 bis 1980 als Licht- und Tontechniker sowie Filmvorführer im Theater Rosenheim. Nebenbei spielte er Laientheater in Rosenheim und stand dort etwa in Adaptionen nach Ludwig Thoma auf der Bühne. Horst Rankl äußerte über Strixner: „Er hatte Ähnlichkeit in seiner Spielweise mit dem jungen Wastl Witt und war besonders geeignet für Rollen als Knecht oder Bauer.“
Peter Fleischmann suchte für seinen umstrittenen Film Jagdszenen aus Niederbayern auch Laiendarsteller für die tragenden Rollen. Er entdeckte schließlich Strixner, der die Rolle eines bei Frauen wenig erfolgreichen Knechtes erhielt, der sich besonders in den Anfeindungen gegen einen schwulen Dorfbewohner hervortut. Strixners Darstellung wurde weithin als authentisch gelobt und er wurde mit dem Deutschen Filmpreis für die beste darstellerische Leistung ausgezeichnet. 
Anschließend folgten allerdings nur noch wenige unbedeutendere Film- und Fernsehrollen für Strixner, der somit ein filmschauspielerisches One-Hit-Wonder blieb. 1979 hatte er eine wiederkehrende Nebenrolle in der Serie Die Protokolle des Herrn M. an der Seite von Horst Janson und Herbert Fleischmann, dann wurde es zunehmend still um ihn. In den 1980er-Jahren war er Mitglied einer Theatergruppe, die an Schulen in Bayern und Österreich Theaterstücke aufführte. Gesundheitliche Probleme beendeten seine berufliche Laufbahn Mitte der 1990er-Jahre und er verbrachte seine letzten Lebensjahre in einem Pflegeheim in Samerberg.

## Filmografie
- 1969: Jagdszenen aus Niederbayern
- 1973: Die Sachverständigen
- 1975: Berlinger
- 1978: Elfriede (Fernsehfilm)
- 1979: Die Protokolle des Herrn M. (Fernsehserie, 5 Folgen)